# Blanné
Blanné (in tedesco Blann) è un comune della Repubblica Ceca facente parte del distretto di Znojmo, in Moravia Meridionale.